# 鎘米
鎘米是一種從被鎘金屬所污染的稻田，種植出的稻米產生的。鎘使用於塗料、塑膠、電池裡面的穩定劑，然而有些不肖工廠製作完排出來的水沒有好好處理，直接排入灌溉水道、池塘、湖泊，使灌溉農地用的水被稻米吸收，就出現鎘米了。日本曾經發生過因為鎘中毒所發生的痛痛病，所以當臺灣發生鎘米事件的時候，曾經被社會相當的重視。
鎘的半衰期長達7-30年，所以多年前臺灣疑似發生鎘米事件的時候，疑似種植出鎘米的農地，也被依法強制休耕，直到土壤監測在安全標準以內，才同意地主復耕。

## 發生過的事件
1950年發生在日本富山縣，是世界上最早的鎘中毒事件，鎘由山區裏的礦場排放到河裏，造成沿岸居民的鎘中毒。當地居民深受鎘的傷害，日本富山曾於1968年因為鎘米的出現而造成了痛痛病，指關節變形、全身疼痛不能入睡，鎘的後遺症，糾纏他們一輩子。
1982年，臺灣第一起發生在桃園縣觀音鄉大潭村（今桃園市觀音區大潭里）的鎘米事件，當時查出污染源高銀化工疑似為生產含鎘和鉛的安定劑，排放的工廠廢水含鎘，造成農地遭受污染而種出鎘米。
高銀化工造成鎘米事件只是序幕，緊接著彰化縣、台中縣、雲林縣、桃園縣都陸陸續續傳出鎘米，鎘污染成為台灣農地難以撫平的創傷，大地變色。台灣農地污染面積就高達446公頃，彰化縣就有261公頃，居全台之冠。主要原因是在50～60年代，家庭即工廠，小型工廠零星散佈在彰化農地間。高污染的工廠，包括電鍍、金屬表面處理業，廢水就近排進灌溉渠道，灌溉與排水系統不分流的情況下，彰化縣東西二圳灌溉區內的1000多公頃農地，長年累積下來，嚴重受到汙染，因而不斷爆發鎘米事件。
農地一旦遭到鎘汙染，就只能長期休耕。 要去除土壤中的鎘，並不容易。只能利用種植某些對於重金屬吸收力強的植物，如馬櫻丹、鵝掌蘗、馬齒莧、孔雀草等，慢慢將鎘移除。因此雖然鎘米是個老問題，但要求徹底解決，需要花很長的時間。
2004年，台灣行政院農業委員會藥物毒物試驗所檢測16個地區共241筆稻米樣品重金屬含量，結果發現共計11筆、4.94公頃農田生產的稻米含鎘量超過食米重金屬限量標準，銷燬污染稻穀近3萬公斤。
2013年2月，廣州南方日報披露「湖南問題大米流向廣東餐桌」，同年5月，廣東發現大量湖南產的含鎘大米，此事引當時曾引發發全社會關注。有關調查表明，在華東等6個地區的縣級以上市場中，隨機採購的大米樣品10%左右鎘超標。
2015年，江西九江港口鎮丁家山村的糧販黃龍淼賣給當地糧油公司的大米，被檢測出鎘含量超標，當時結果只是糧油公司被罰款。而2017年， 由環保志願者牽頭在港口鎮的兩個村莊裡分別取了稻穀樣本送檢，均顯示鎘含量超標，事後當局封存了相信受到污染的大米。 

## 健康影響
鎘是從消化和呼吸道進入之後跟蛋白質和低分子量金屬結合，之後停留於腎臟還有肝臟。由尿液排出，每次排尿含的鎘約 0.5μg/L，腎因長期存在濃度高的鎘中，導致腎功能失調。

## 相關疾病
- 痛痛病